# Cerisy-Buleux
Cerisy-Buleux és un municipi francès, situat al departament del Somme i a la regió dels Alts de França. L'any 1999 tenia 260 habitants.

## Situació
Cerisy-Buleux es troba a l'oest del Somme, a pocs quilòmetres del Sena Marítim.

## Administració
Cerisy-Buleux forma part del cantó de Gamaches, que al seu torn forma part del districte d'Abbeville. L'alcalde de la ciutat és Gérard Dalle (2008-2014).